# Wake On LAN
Wake on LAN (kurz WOL) ist ein 1995 von AMD in Zusammenarbeit mit Hewlett-Packard veröffentlichter Standard, um einen ausgeschalteten Computer über die eingebaute Netzwerkkarte zu starten.

## Systemvoraussetzungen

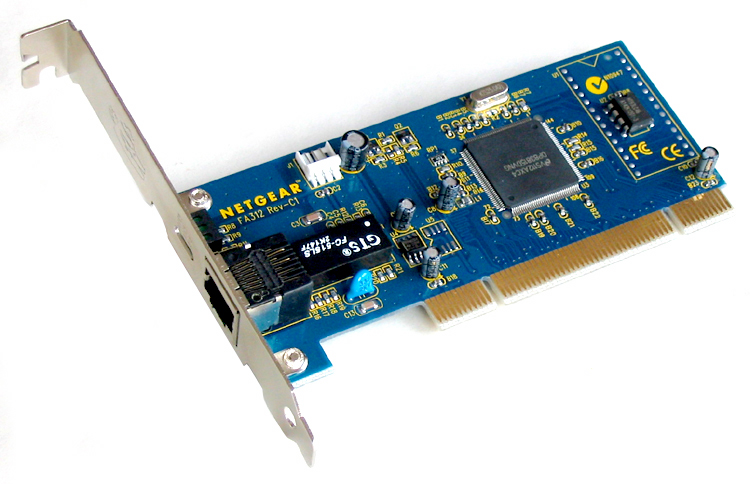
Eine Wake-on-LAN-fähige Netzwerkkarte von Netgear.

Um Wake on LAN (WOL) nutzen zu können, müssen Hauptplatine, Netzwerkkarte und BIOS APM (Advanced Power Management) bzw. Advanced Configuration and Power Interface (ACPI) den WOL-Standard unterstützen. Computer, die ACPI unterstützen, bieten häufiger die Möglichkeiten zur Nutzung von WOL als solche mit dem älteren Standard APM. Allgemeine Voraussetzung für WOL ist, dass die Netzwerkkarte über den Standby-Stromzweig des Netzteils weiterhin mit Strom versorgt wird, auch wenn der Computer ausgeschaltet ist.

## Magic Packet
Die Netzwerkkarte wartet auf ein so genanntes Magic Packet (Schutzmarke von AMD), bei dessen Empfang der Rechner eingeschaltet wird.
Das Datenpaket ist entweder direkt an die Netzwerkkarte adressiert oder wird als Broadcast verschickt. Es enthält sechsmal in Folge den hexadezimalen Wert FF; unmittelbar danach erscheint die ununterbrochene 16-malige Wiederholung der MAC-Adresse der Netzwerkkarte des jeweiligen Zielsystems. Dieser Inhalt kann in ein beliebiges Paket (z. B. IP, IPX) verpackt sein. Es existieren viele Software-Tools (z. B. etherwake für unixähnliche Betriebssysteme), die solche Pakete versenden können.

## Andere WOL-Methoden
Je nach Netzwerkkarte, BIOS, Betriebssystem und Netzwerkkarten-Treiber werden auch andere Methoden zum Aufwecken eines Rechners angeboten. Bei einem Link Change erwacht ein Computer, wenn die physische Netzwerkverbindung hergestellt oder getrennt wird (also wenn beispielsweise das Netzwerkkabel eingesteckt wurde). Die Methode Pattern Match reagiert auf verschiedene an den Computer gerichtete Datenpakete (u. a. per ping) und sorgt in der Regel dafür, dass der Rechner sehr häufig erwacht. Zudem gibt es neben dem Quasi-Standard Magic Packet noch andere (ältere) Datenformate für das WOL-Paket.
Unter Linux listet der Befehl ethtool <nic>  die Eigenschaften eines  Netzwerkadapters (nic) auf.
Die Antwort Supports Wake-on: pumbag sagt, dass die Karte auf das Einstecken eines Steckers reagiert (p), auf uni-, multi- und broadcast, auf Adressabfrage und magic packets (g).

## WOL konfigurieren
In der ACPI-Spezifikation ist festgelegt, dass WOL einen Rechner aus den Ruhezuständen S3 (Suspend-to-RAM – STR), S4 (Suspend-to-Disk – STD) und S5 (Soft-Off) aufwecken sollte. Außerdem müssen ggf. entsprechende Optionen im Power Management des BIOS und der Netzwerkkarte aktiviert werden, damit WOL überhaupt funktionieren kann.

## Verkabelung

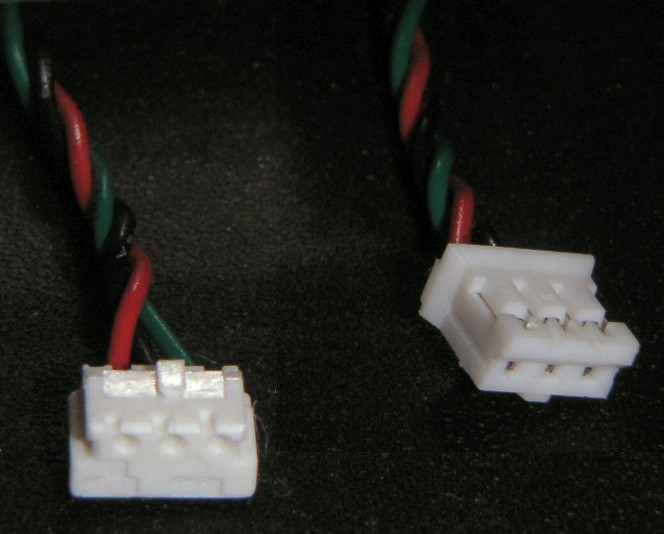
WOL-Kabel (hier: 3Com), links der Mainboardanschluss, rechts der mechanisch abweichende Kartenanschluss

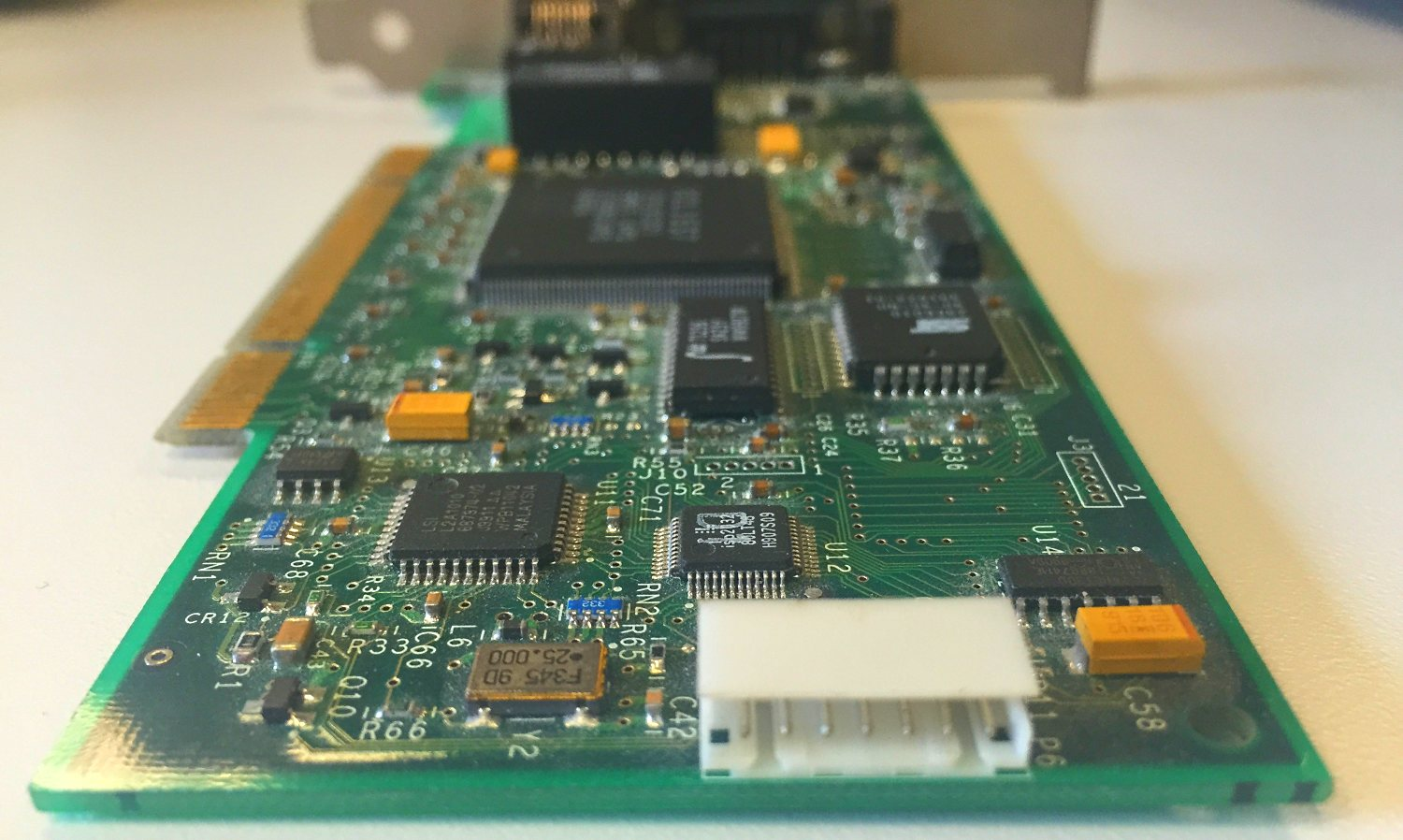
WOL-Anschluss auf einer Token-Ring-Karte von IBM

Anfangs war es zur WOL-Kommunikation notwendig, zwischen Netzwerkkarte und Mainboard ein dreipoliges Kabel anzuschließen.
Dessen Pinbelegung ist:
| Pin | Name  | Funktion             | Farbe          |
| --- | ----- | -------------------- | -------------- |
| 1   | +5VSB | 5 V Standby-Spannung | rot            |
| 2   | GND   | Masse                | schwarz        |
| 3   | WOL   | Wake-on-LAN-Signal   | grün oder gelb |

Während die Steckverbindung auf Seiten der Hauptplatine genormt ist, kommen auf Netzwerkkarten auch abweichende Anschlüsse vor.
Bei aktuellen Systemen ist dieses Kabel nicht mehr notwendig, da mit PCI-Version 2.2 die Power Management Events eingeführt wurden. Das WOL-Signal und die Stromversorgung bei abgeschalteten Systemen gehen nun direkt über den PCI-Slot. Für PCI-Express benötigte man von Beginn an kein zusätzliches Kabel. Mainboard und Netzwerkadapter müssen jedoch auch weiterhin explizit WOL unterstützen, wenn diese Funktion genutzt werden soll.